# Érato (Néréide)
Pour les articles homonymes, voir Érato (homonymie).
Dans la mythologie grecque, Érato  (en grec ancien Ἐρατώ / Eratố) est une Néréide, fille de Nérée et de Doris, citée par Apollodore et Hésiode dans leurs listes de Néréides.

## Étymologie
Érato vient du grec ancien Ἐρατώ / Eratố et signifie la charmante.

## Famille
Ses parents sont le dieu marin primitif Nérée, surnommé le vieillard de la mer, et l'océanide Doris. Elle est l'une de leur multiples filles, les Néréides, généralement au nombre de cinquante, et a un unique frère, Néritès. Pontos (le Flot) et Gaïa (la Terre) sont ses grands-parents paternels, Océan et Téthys ses grands-parents maternels.

## Évocation moderne

### Zoologie
Le genre de Mollusques des Erato tient son nom de la Néréide.